# دوهر
دوهر (به آلمانی: Dohr) یک شهر در آلمان است که در کوخم-تسل واقع شده‌است. دوهر ۶۸۴ نفر جمعیت دارد.